# Shō Hashi
Shō Hashi (尚巴志) (1371 – 1439) va ser el primer rei del Regne de Ryūkyū. Va unificar els tres regnes de l'illa d'Okinawa (Chūzan, Hokuzan, i Nanzan) mitjançant la conquesta. El seu nom tal com està en japonès és Shō Hashi, en xinès, és conegut com a Shang Bazhi.